# Дормаль, Хулио
Жюль Дормаль Годе (фр. Jules Dormal Godet), более известный как Хулио Дормаль (исп. Julio Dormal; 1846, Льеж — 22 марта 1924, Буэнос-Айрес) — бельгийско-аргентинский архитектор.

## Биография
Жюль Дормаль Годе родился в 1846 году в городе Льеже. Получил архитектурное образование в парижской École Centrale Paris.
В 1868 году уехал в Аргентину, где стал одним из первых и крупнейших в стране представителей архитектурного стиля бозар. Первой его крупной работой стал проект парка третьего февраля в пригороде Буэнос-Айреса Палермо (сегодня — район города), построенный по инициативе президента Аргентины Доминго Сармьенто на месте усадьбы бывшего губернатора Росаса. Открытие парка состоялось в 1875 году. В 1876 по заказу местного жокей-клуба, Дормаль построил Аргентинский ипподром.
После убийства итальянского архитектора Витторио Меано в 1904, Дормаль завершил два его крупных проекта: здания дворца Национального конгресса Аргентины и оперного театра «Колон». Среди других проектов Дормаля резиденция бразильских послов Паласио Переда, кафе «Ричмонд», дом правительства провинции Буэнос-Айрес в городе Ла-Плата, несколько жилых зданий в Буэнос-Айресе и другие.
В 1886 году Хулио Дормаль стал одним из основателей аргентинского центрального общества архитекторов, в которое помимо него вошли Эрнесто Бунхе, Хуан Антонио Бускьяццо, Фернандо Мог, Карлос Альтгельт и Адольфо Бюттнер. В 1910—1915 был депутатом городского совета Буэнос-Айреса.

## Галерея работ

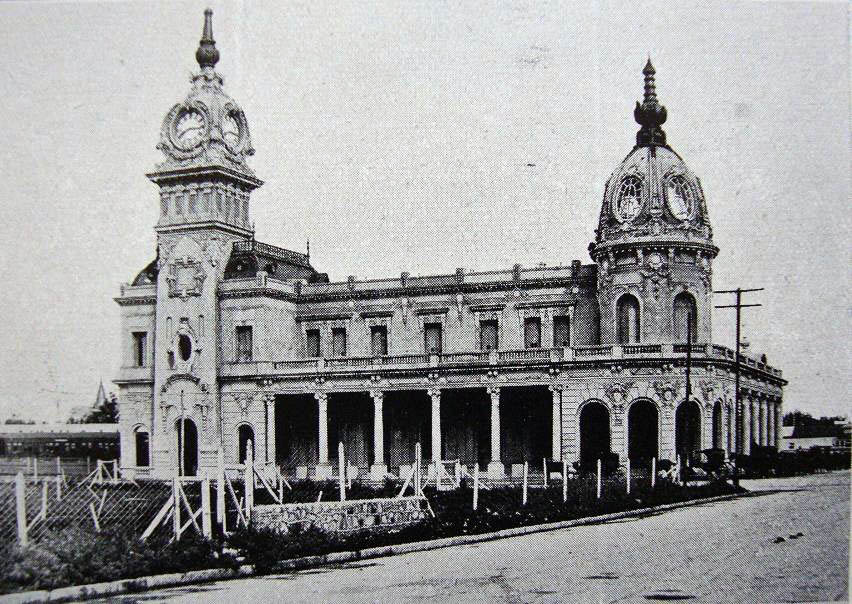
Вокзал Южной железной дороги
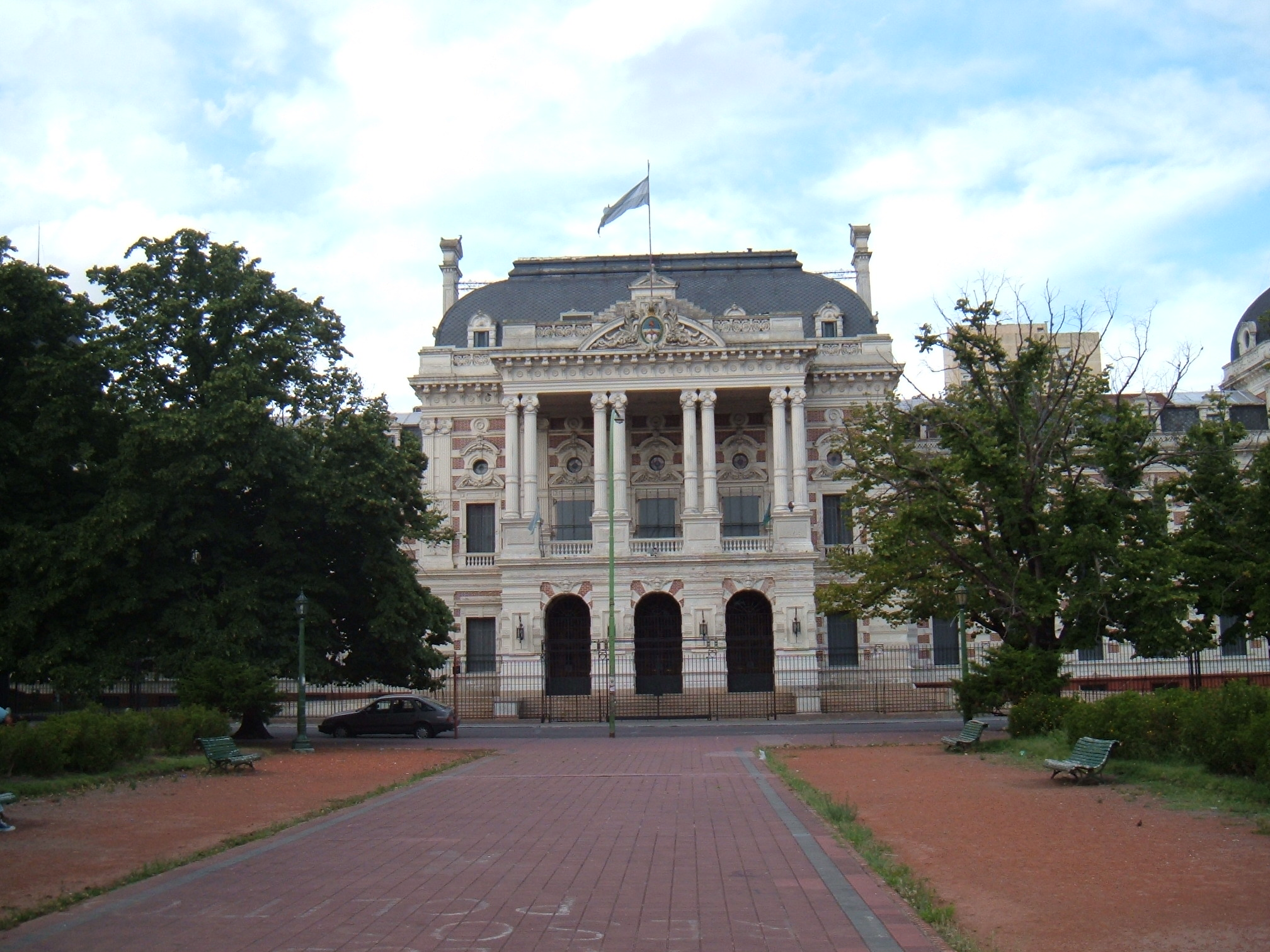
Дом правительства провинции Буэнос-Айрес[исп.] в Ла-Плата
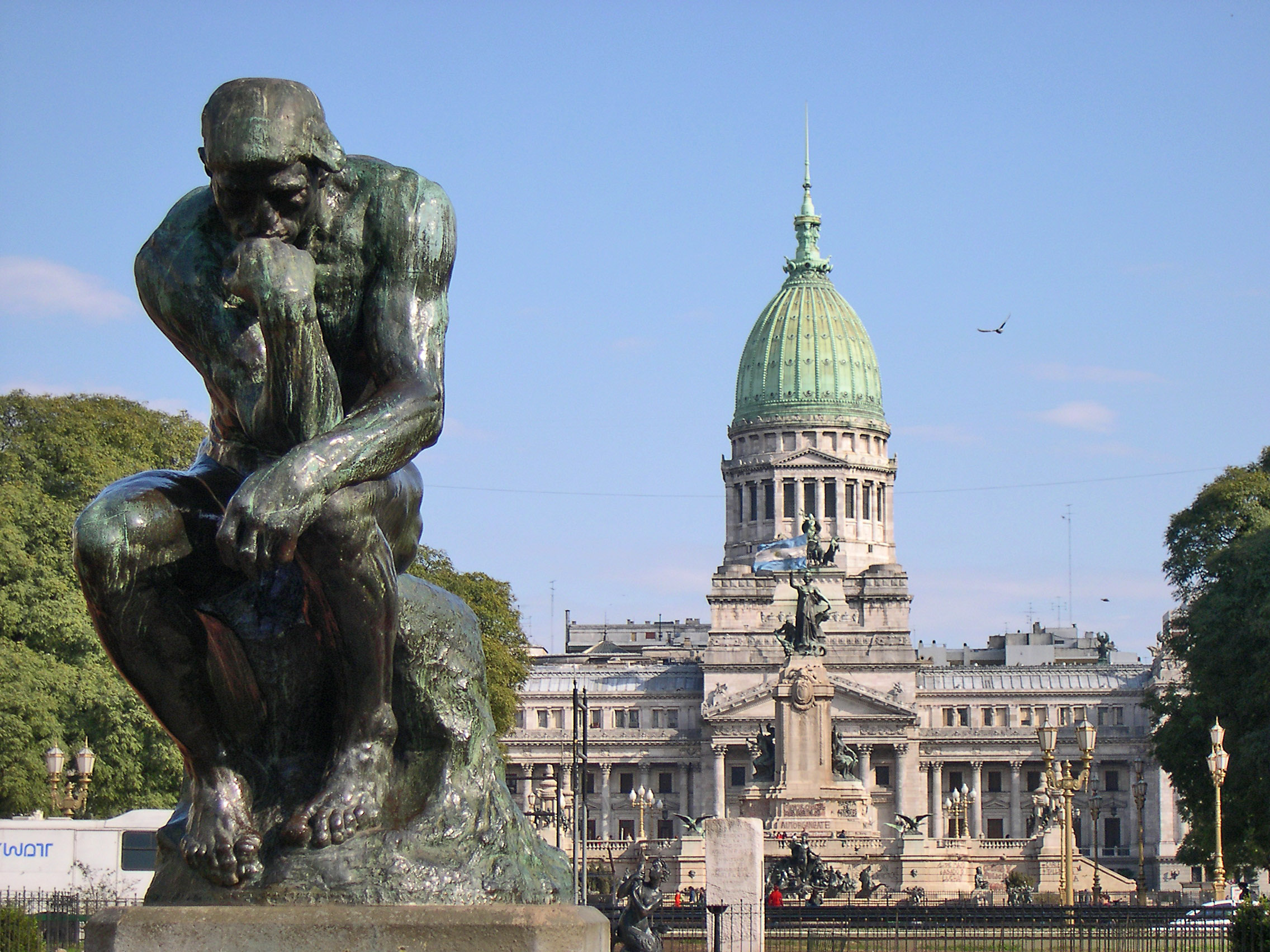
Дворец Национального конгресса Аргентины
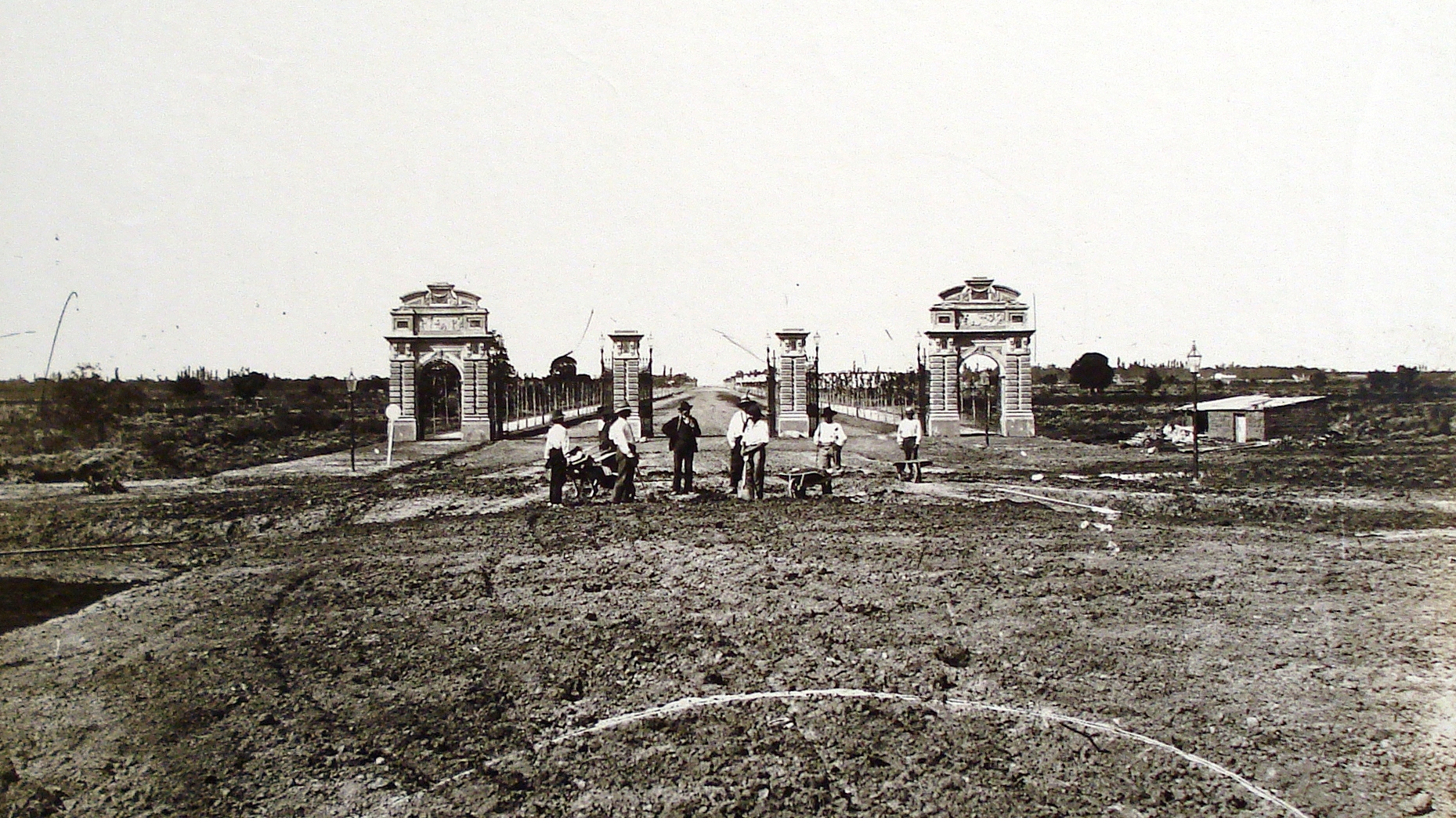
Палермские ворота
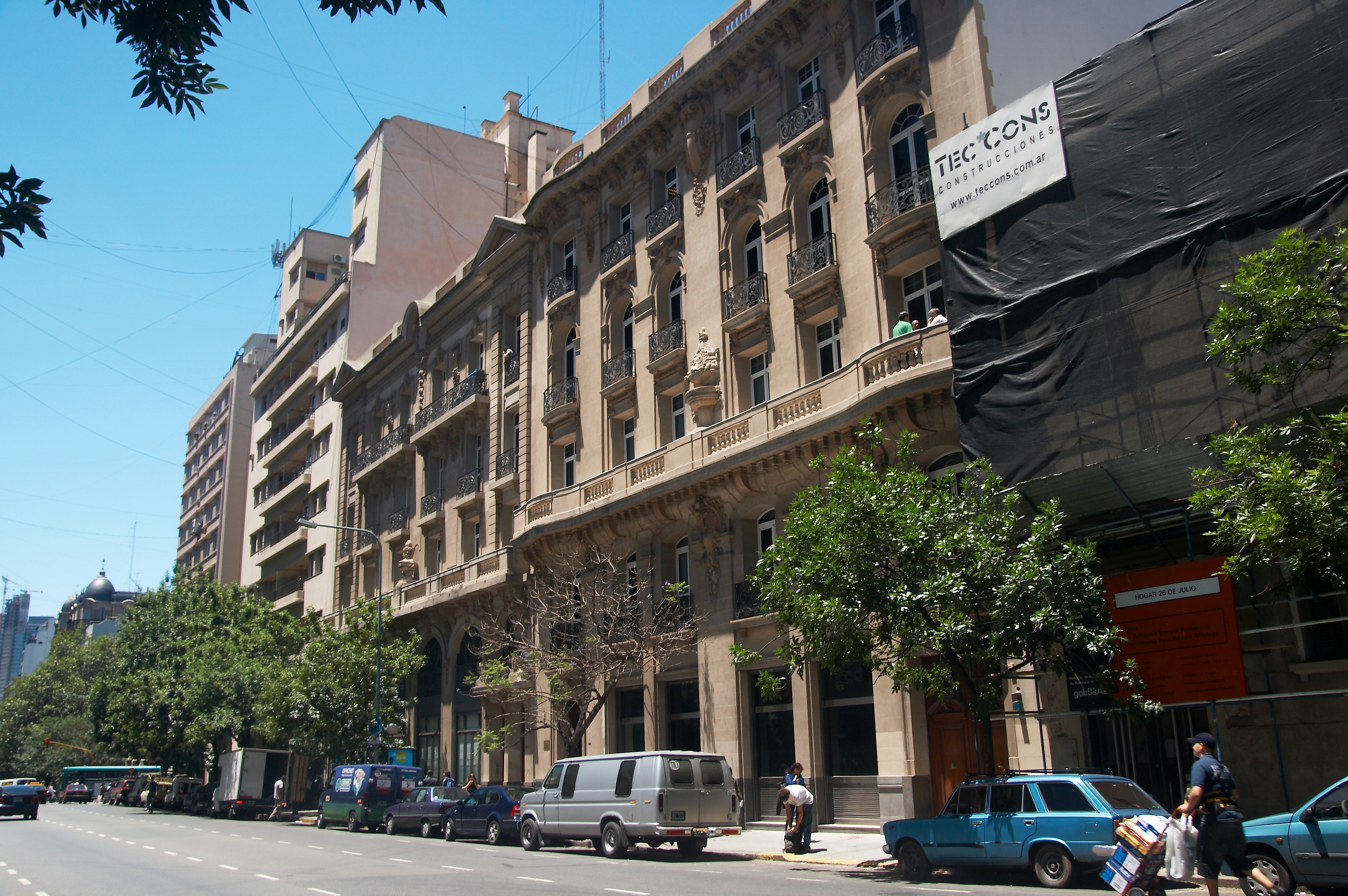
Жилой дом на Авенида Бельграно
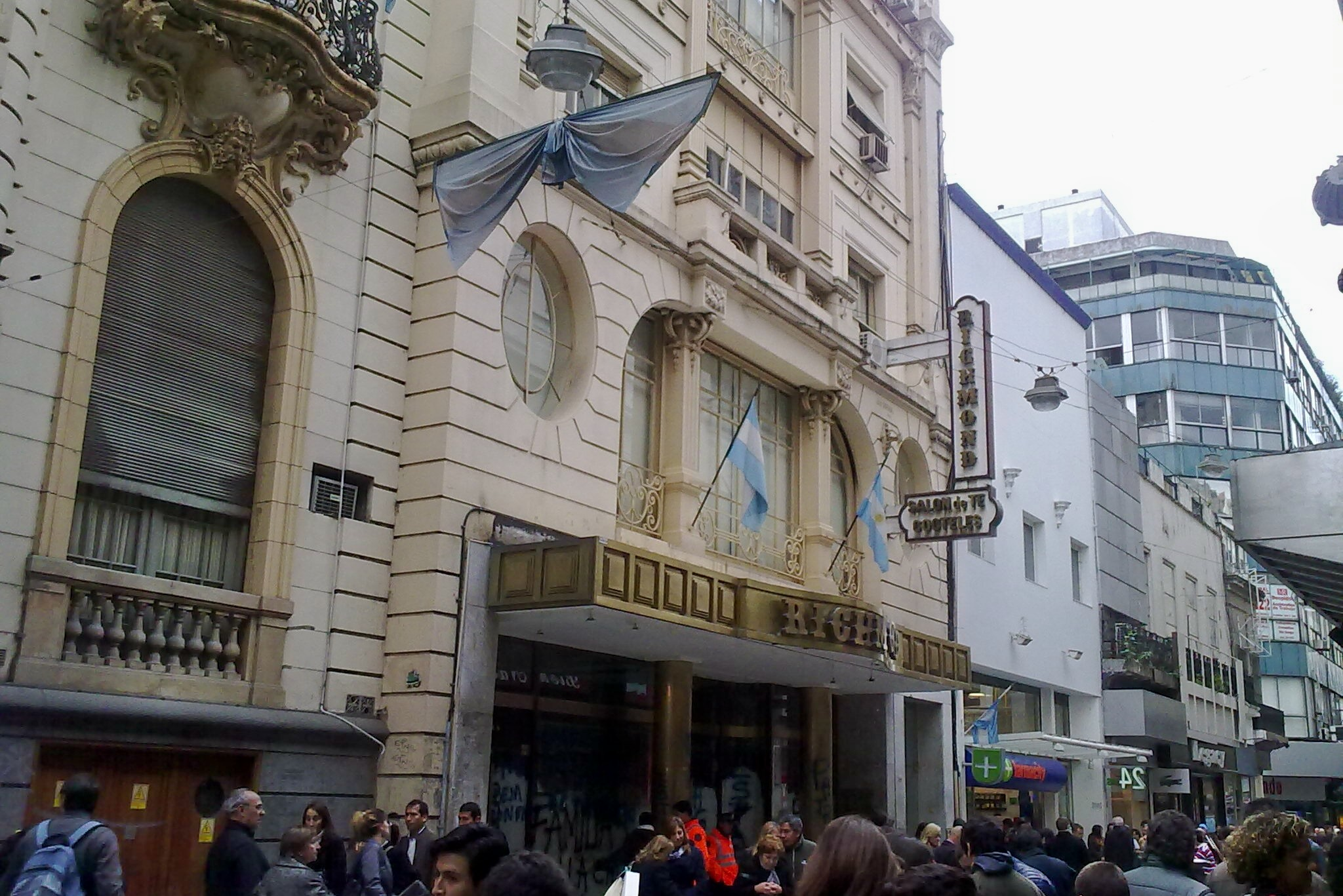
Бывшее кафе «Ричмонд»[исп.]